# Robert-Magny
Robert-Magny est une ancienne commune française, située dans le département de la Haute-Marne en région Grand Est.
Fusionnée avec le village de Laneuville-à-Rémy en 1972, les deux entités se sont séparées en 2012 pour recréer deux villages indépendants.
Le 1er janvier 2016, elle est devenue une commune déléguée de la commune nouvelle de La Porte-du-Der créée par arrêté préfectoral du 29 décembre 2015.

## Géographie

### Localisation
Robert-Magny est situé au sud du lac du Der-Chantecoq à environ 24 km au sud-ouest de Saint-Dizier.

### Lieux-dits et écarts
- Billory, Cour des Pruneaux, Guichaumont.

### Hydrographie
- Ruisseau du Haut Manson.

## Histoire

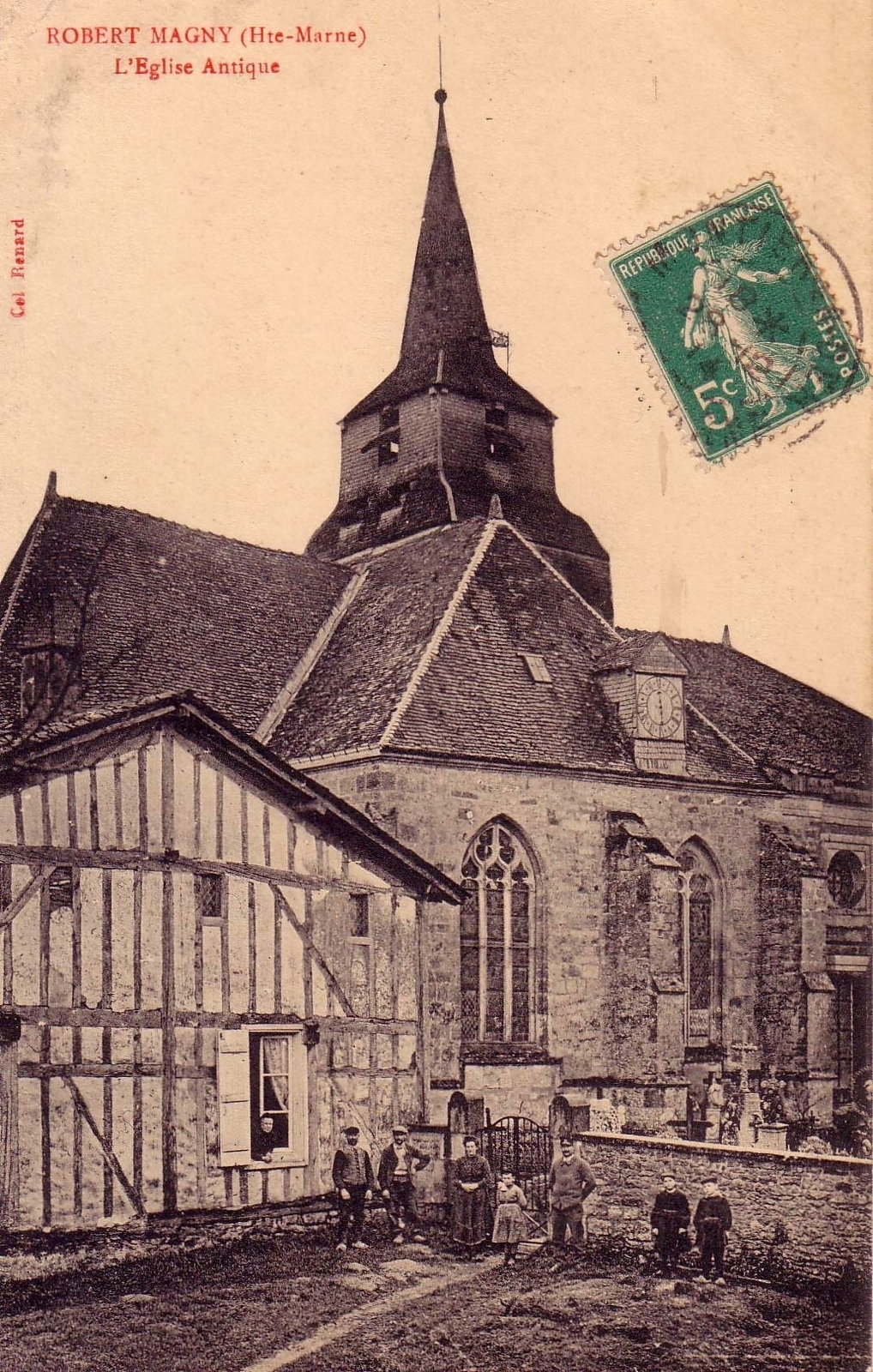
Carte postale de l'église vers 1914.

Les religieux du Der en étaient seigneurs, collateurs et décimateurs. Robert-Magny (Robert-Magnil) existait au IXe siècle. Il y avait en 854 dix-sept manses et l'église avait déjà le même vocable . Les habitants sont compris dans la transaction de 1511, qui affranchit en partie les fiefs de l'abbaye.
Jusqu'au 1er janvier 2012, à la suite du rétablissement de la commune de Laneuville-à-Rémy, la commune était nommée Robert-Magny-Laneuville-à-Rémy.

## Politique et administration

### Liste des maires
| Période                                  | Période       | Identité       | Étiquette | Qualité     |
| ---------------------------------------- | ------------- | -------------- | --------- | ----------- |
| Les données manquantes sont à compléter. |               |                |           |             |
| mars 1983                                | mars 2008     | Christian Mion |           |             |
| mars 2008                                | décembre 2015 | Hubert Gouget  |           | Agriculteur |

## Population et société

### Démographie
L'évolution du nombre d'habitants est connue à travers les recensements de la population effectués dans la commune depuis 1793. À partir du 1er janvier 2009, les populations légales des communes sont publiées annuellement dans le cadre d'un recensement qui repose désormais sur une collecte d'information annuelle, concernant successivement tous les territoires communaux au cours d'une période de cinq ans. 
Pour les communes de moins de 10 000 habitants, une enquête de recensement portant sur toute la population est réalisée tous les cinq ans, les populations légales des années intermédiaires étant quant à elles estimées par interpolation ou extrapolation. Pour la commune, le premier recensement exhaustif entrant dans le cadre du nouveau dispositif a été réalisé en 2008,.
En 2013, la commune comptait 286 habitants, en évolution de −1,38 % par rapport à 2008 (Haute-Marne : −2,45 %, France hors Mayotte : +2,49 %).
| 1793 | 1800 | 1806 | 1821 | 1831 | 1836 | 1841 | 1846 | 1851 |
| ---- | ---- | ---- | ---- | ---- | ---- | ---- | ---- | ---- |
| 380  | 432  | 440  | 414  | 482  | 468  | 458  | 445  | 466  |

| 1856 | 1861 | 1866 | 1872 | 1876 | 1881 | 1886 | 1891 | 1896 |
| ---- | ---- | ---- | ---- | ---- | ---- | ---- | ---- | ---- |
| 485  | 466  | 415  | 415  | 428  | 412  | 386  | 367  | 357  |

| 1901 | 1906 | 1911 | 1921 | 1926 | 1931 | 1936 | 1946 | 1954 |
| ---- | ---- | ---- | ---- | ---- | ---- | ---- | ---- | ---- |
| 322  | 296  | 270  | 242  | 246  | 233  | 239  | 241  | 239  |

| 1962 | 1968 | 1975 | 1982 | 1990 | 1999 | 2008 | 2013 | - |
| ---- | ---- | ---- | ---- | ---- | ---- | ---- | ---- | - |
| 253  | 210  | 273  | 231  | 227  | 233  | 290  | 286  | - |

### Enseignement
- Regroupement scolaire avec Voillecomte et Laneuville-à-Rémy.

## Économie
- Exploitations agricoles, élevage de bovins.

## Culture locale et patrimoine

### Lieux et monuments
- L'église Saint-Barthélemy,  Inscrite MH (1986, inscription par arrêté du 2 juin 1986)[8],[9].

Nef à trois vaisseaux de deux travées, vitraux du XVIe siècle.
L'église a un desservant. En 1789, cette église faisait partie du diocèse de Châlons et, sous le rapport politique, la paroisse dépendait de l'élection de Joinville, généralité de Champagne et ressortissait de la prévôté de Wassy, au bailliage de Chaumont. Les religieux du Der en étaient seigneurs, collateurs et décimateurs. Il y a dans l'église des vitraux historiés ; mais les panneaux en sont incomplets et sans suite. On remarque cependant parmi ces débris un christ expirant . Au pied de la croix on lit : "Venez à moi vous qui travaillez et êtes chargés, et je vous soulagerai."
- Maisons à colombages.